# Scirpophaga whalleyi
Scirpophaga whalleyi là một loài bướm đêm trong họ Crambidae.